# センガジン
センガジン（1962年 - ）は、日本の映像作家。
主に、NHKの音楽番組「みんなのうた」などのアニメーションを制作している。大阪府生まれ。

## 作成作品一覧

### みんなのうた
- ◆は、5分間1曲枠の楽曲（ロングのうた）。
- ブレーメンのマペット音楽家 / ブレス バイ ブレス（2002年12月・2003年1月放送）◆